# توپراق‌قلعه، خوارزم
توپراق‌قلعه یا توپراک قلعه قلعه باستانی متعلق به تمدن خوارزم در جنوب دریاچه آرال در کشور ازبکستان. در توپراک قلعه بازمانده‌های کاخی از سده سوم میلادی پیدا شده است. از این کاخ نقاشی‌های دیواری متعددی به دست آمده است.

## نگارخانه

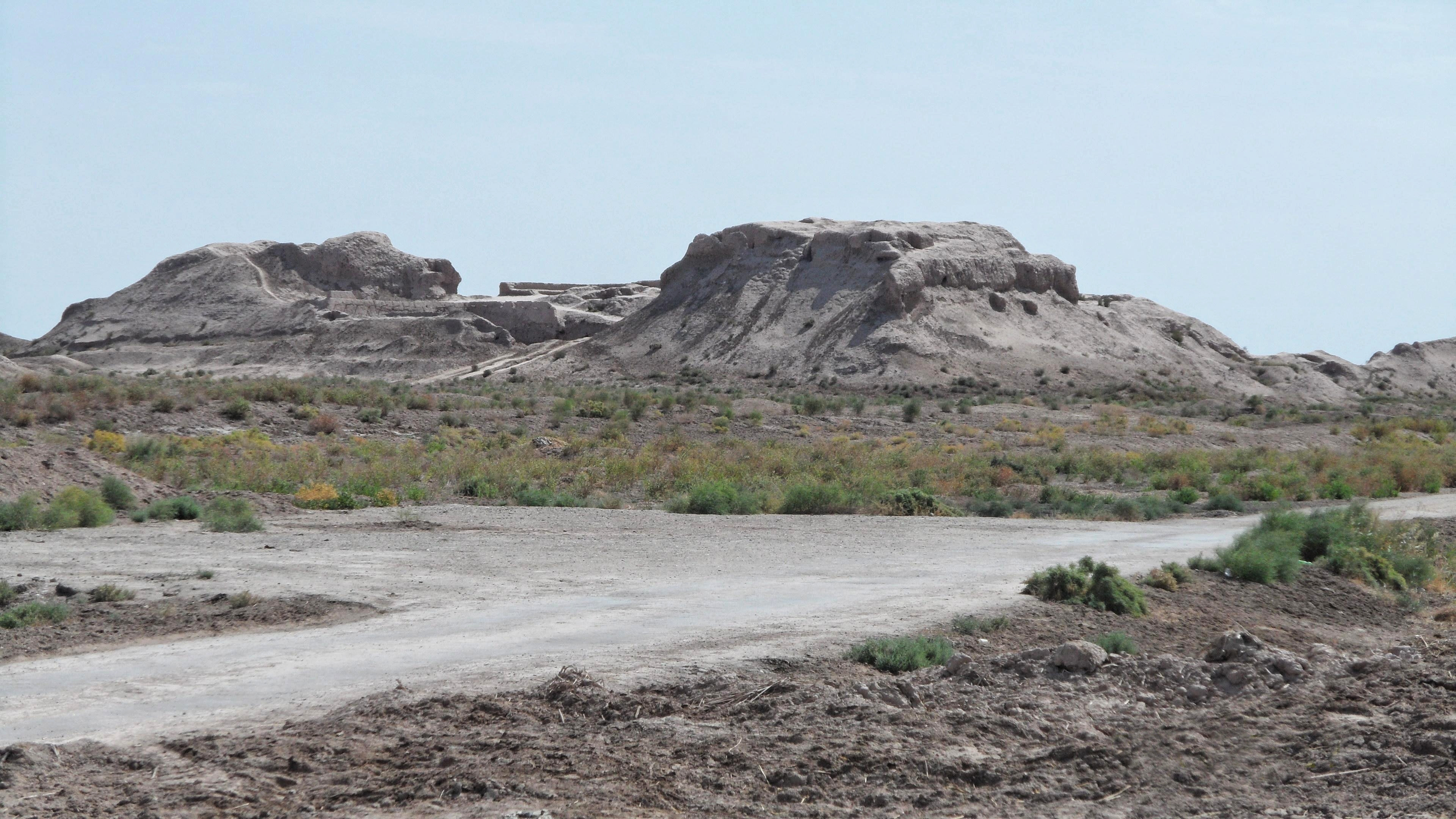
توپراق‌قلعه در ازبکستان
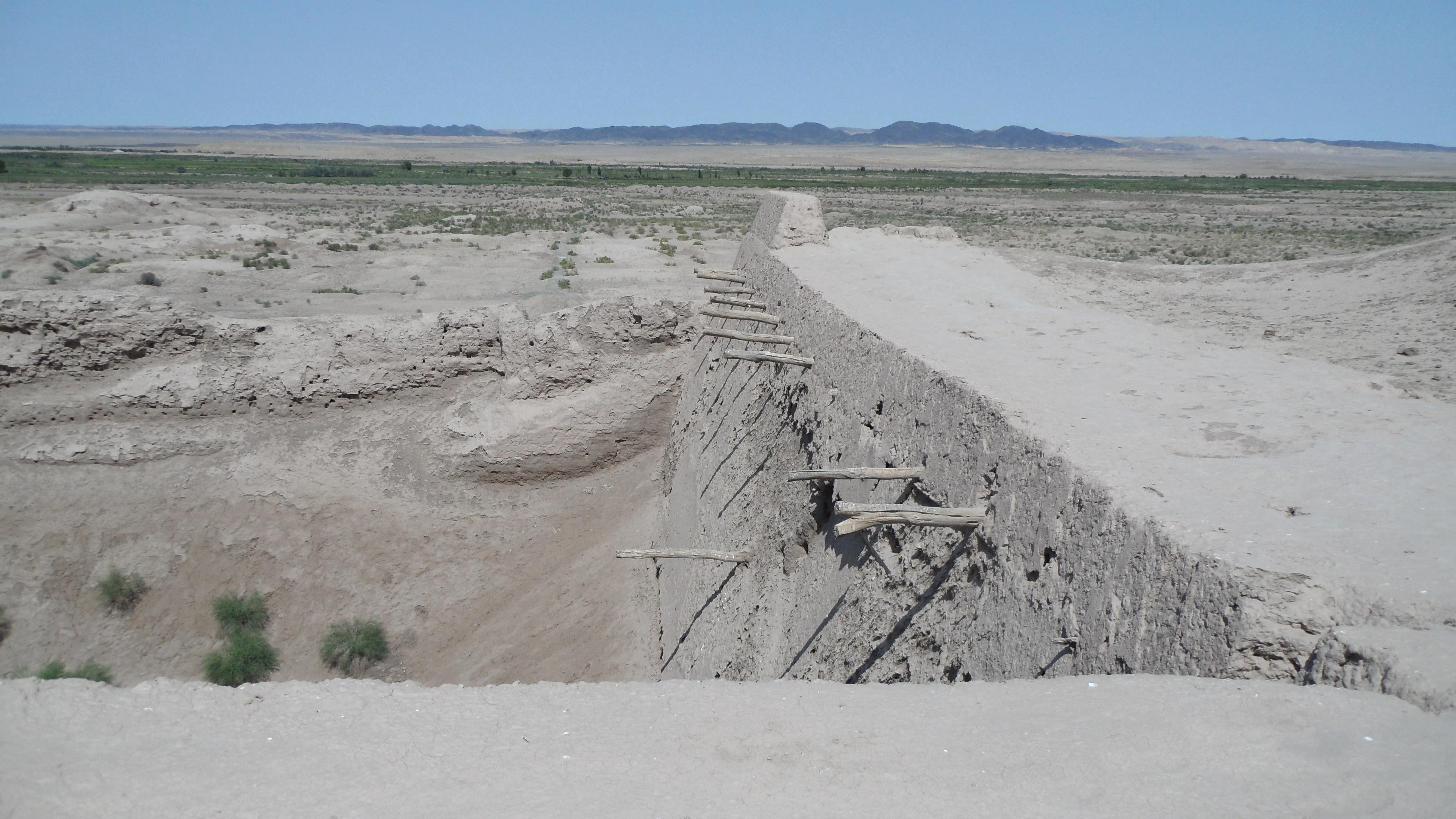
توپراق‌قلعه
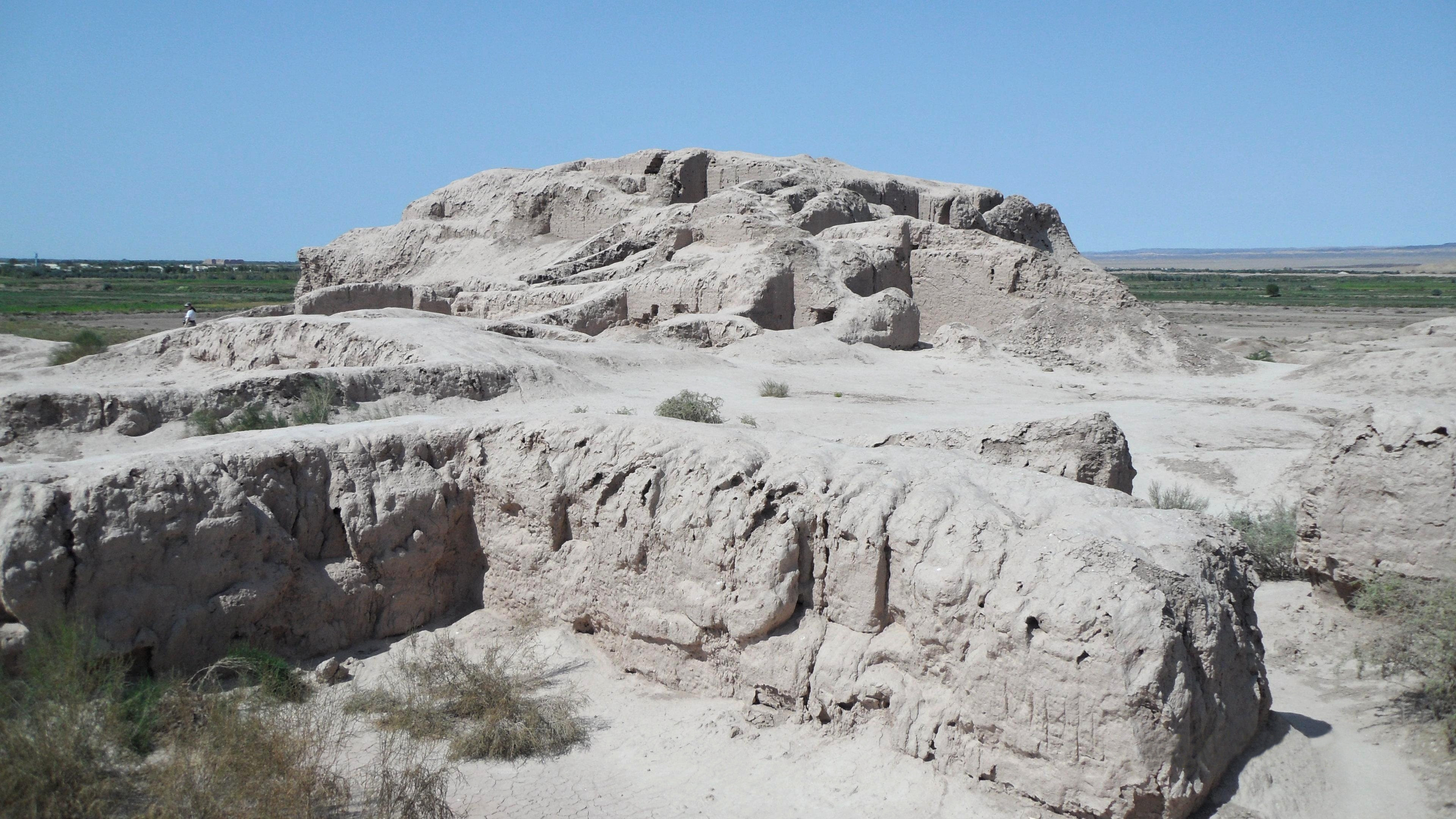
توپراق‌قلعه
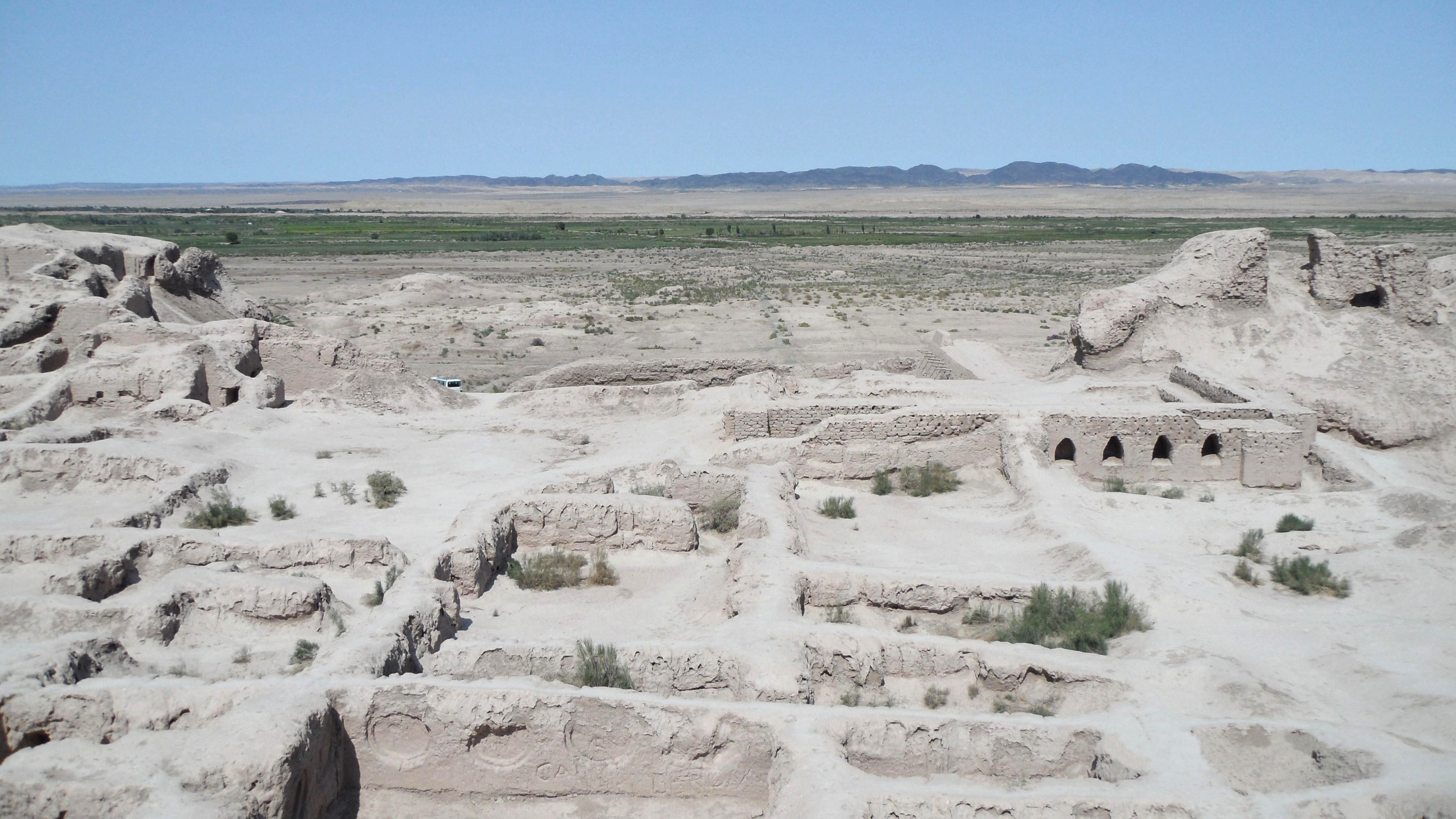
توپراق‌قلعه